# チーム・カーナー・ジャパン・ファンデーション
チーム・カーナー・ジャパン・ファンデーション（英文表記：Team Kerner Japan Foundation）は、東京都の2D映像の3D映像への変換事業を主な業務とする、カーナー・ジャパン社の設立準備室。

## 事業内容
3D映像の、2Dからの変換業務を事業の中心としているが、3D技術を使用した医療分野への参入など、新たなビジネスを展開している。シネマコードの運営により、人材育成にも力を入れている。